# Alchemilla insignis
Alchemilla insignis är en rosväxtart som beskrevs av Sergei Vasilievich Juzepczuk. Alchemilla insignis ingår i släktet daggkåpor, och familjen rosväxter. Inga underarter finns listade i Catalogue of Life.